# Liste von Bergwerken im Hochsauerlandkreis

Städte und Gemeinden im Hochsauerlandkreis

Die Liste von Bergwerken im Hochsauerlandkreis umfasst die stillgelegten Bergwerke im Hochsauerlandkreis, Nordrhein-Westfalen. Der Bergbau im Sauerland fokussierte sich auf Erze und auch Schiefer. Im Hochsauerlandkreis wurden unter anderem Antimon, Blei, Baryt, Eisen, Kupfer, Mangan und Zink (Galmei) abgebaut.

## Liste

### Arnsberg
| Name                    | Ortsteil                   | Bergrevier | Anmerkungen | Lage | Beginn     | Ende         | Bild |
| Bau auf Gott            | Müschede                   | Arnsberg   | Antimonerz, Blei |      | 1890       |              |      |
| Bellona                 | ?                          | Arnsberg   | Eisen; Grubenfeld im Arnsberger Wald (Hackemicke); kein Abbau; lediglich Schurf |      | 1875-05-12 |              |      |
| Bergwerk                | Arnsberg                   | Arnsberg   | [ 4 ] | Lage |            |              |      |
| Bergwerk                | Arnsberg                   | Arnsberg   | [ 4 ] | Lage |            |              |      |
| Bergwerk                | Uentrop                    | Arnsberg   | Antimonerz | Lage |            |              |      |
| Bergwerk im Elfensiepen | Hüsten                     | Arnsberg   | Alaun |      | 1863       | 1885         |      |
| Bruderschaft            | Wennigloh                  | Arnsberg   | Ton- und Brauneisen |      | 1852       |              |      |
| Caroline                | Hüsten                     | Brilon     | Kupfer, Blei, Antimon; oberhalb Hüsten an der rechten Seite der Röhre bei der Schmelzhütte |      | 1855 (vor) |              |      |
| Caspari-Zeche           | Uentrop                    | Arnsberg   | Kupfer, Blei, Antimon, Gold, Eisen; ehemals Silberberg; 1824/25 neu verliehen; 1881 Konsolidation der Felder Caspari I und II; mind. zwölf Stollen (Glückaufstollen, Caspari-Stollen (190 m lang), Wilhelm-Stollen, Friedrich-Stollen, Maria-Stollen, Daniel-Stollen (heute Wassergewinnung), Mittlerer-Schurfstollen, Neuer-Schurfstollen, Revisor-Stollen, Mariahülf-Stollen, Julius-Stollen, Nördlicher-Schurfstollen, Südlicher Schurfstollen, Teichstollen) | Lage | 1727       | 1892         |      |
| Caspari I               | Uentrop                    | Arnsberg   | Antimon; 1824/25 neu verliehen; 1881 mit Caspari II zu Caspari vereinigt |      | 1727       | 1892         |      |
| Caspari II              | Uentrop                    | Arnsberg   | Antimon; 1881 mit Caspari I zu Caspari vereinigt |      | 1861       | 1892         |      |
| Elise                   | Hüsten / Müschede          | Arnsberg   | Blei; am Spreiberg |      | 1560       |              |      |
| Elise I                 | Holzen / Hüsten 7 Müschede | Arnsberg   | Blei, Kupfer |      | 1660       | 1900 (ca.)   |      |
| Eveline                 | ?                          | Arnsberg   | Eisen; Grubenfeld im Steinsiepen; kein Abbau; lediglich Schurf |      | 1875-05-12 |              |      |
| Fama                    | ?                          | Arnsberg   | Eisen; Grubenfeld im Teufelssiepen; kein Abbau; lediglich Schurf |      | 1875-05-12 |              |      |
| Ferdinandstollen        | Holzen                     | Arnsberg   | Baryt; Stollen am Estenberg; Aktenvermerk 1780 ? |      | 1910       | 1939 (mind.) |      |
| Freiheit                | Wennigloh                  | Arnsberg   | Ton- und Brauneisen |      |            |              |      |
| Friedericke             | Niedereimer                | Arnsberg   | Eisen; Grubenfeld im Arnsberger Wald; kein Abbau; lediglich Schurf |      | 1875-05-12 |              |      |
| Gleichheit              | Wennigloh                  | Arnsberg   | Ton- und Brauneisen |      |            |              |      |
| Hellmuth                | Niedereimer                | Arnsberg   | Eisen; Grubenfeld im Arnsberger Wald; kein Abbau; lediglich Schurf |      | 1875-05-12 |              |      |
| Iphigenia               | ?                          | Arnsberg   | Eisen; Grubenfeld im Arnsberger Wald; kein Abbau; lediglich Schurf |      | 1875-05-12 |              |      |
| Johannes                | Niedereimer                | Arnsberg   | Eisen; Grubenfeld im Arnsberger Wald (Wannetal); kein Abbau; lediglich Schurf |      | 1875-05-12 |              |      |
| Josephus                | Niedereimer                | Arnsberg   | Eisen; Grubenfeld im Arnsberger Wald (Wannetal); kein Abbau; lediglich Schurf |      | 1875-05-12 |              |      |
| Kleopatre               | ?                          | Arnsberg   | Eisen; Grubenfeld im Arnsberger Wald; kein Abbau; lediglich Schurf |      | 1875-05-12 |              |      |
| Minna                   | Niedereimer                | Arnsberg   | Eisen; Grubenfeld im Arnsberger Wald (Wannetal); kein Abbau; lediglich Schurf |      | 1875-05-12 |              |      |
| Otto                    | Niedereimer                | Arnsberg   | Eisen; Grubenfeld im Arnsberger Wald; kein Abbau; lediglich Schurf |      | 1875-05-12 |              |      |
| Rhodopis                | Niedereimer                | Arnsberg   | Eisen; Grubenfeld im Arnsberger Wald; kein Abbau; lediglich Schurf |      | 1875-05-12 |              |      |
| Venus                   | ?                          | Arnsberg   | Eisen; Grubenfeld im Arnsberger Wald (Hackemicke); kein Abbau; lediglich Schurf |      | 1875-05-12 |              |      |
| Wasserlösungsstollen    | Niedereimer                | Arnsberg   | [ 4 ] | Lage |            |              |      |

### Bestwig
| Name                     | Ortsteil                  | Bergrevier | Anmerkungen | Lage       | Beginn     | Ende         | Bild |
| Alexander                |                           | Arnsberg   | am Dasmannskopf; südl. von Blüggelscheidt |            | 1890 (vor) |              |      |
| Alexander                | Ramsbeck / Blüggelscheidt | Brilon     | Blei, Zink, Silber, Kupfer, Arsen-Nickelkies; 1815 konsolidiert zu Ramsberger Gewerkschaft; westlicher Teil des Feldes: Ober-, Mittel-, Theodor- und tiefer Gustav Stollen (1851, 450 m lang); östlicher Teil des Feldes am Westhang des Bastenbergs: Tagesstrecken I bis IV, Christinen-, Glücksanfanger-, Ferdinand-, Julius-, Caesar- (900 m lang), Ottilien- und Van den Straaten-Stollen; Maschinenschacht mit 108 m Teufe | Lage       | 1815 (vor) | 1937         |      |
| Alexanderstollen         | Ostwig                    | Brilon     | Blei; Versuchsbergbau | Lage       | 19. Jh.    |              |      |
| Aline                    | Ramsbeck                  | Brilon     | Blei |            | 1855 (vor) |              |      |
| Aurora                   | Ramsbeck                  | Brilon     | Blei; am Stüpelskopf; zu Dornberg-Aurora |            | 1561       |              |      |
| Bastenberg               | Ramsbeck                  | Brilon     | Blei |            | 1518       | 1817 (mind.) |      |
| Bergwerk                 | Ramsbeck                  | Brilon     | [ 4 ] | Lage       |            |              |      |
| Bergwerk                 | Ramsbeck                  | Brilon     | [ 4 ] | Lage       |            |              |      |
| Bergwerk                 | Ramsbeck                  | Brilon     | Eisenerz | Lage       |            |              |      |
| Bergwerk                 | Ramsbeck                  | Brilon     | Blei | Lage       |            |              |      |
| Carl                     | Ramsbeck                  | Brilon     | Kupfer; zu Bastenberg |            | 1572       |              |      |
| Dörnberg                 | Ramsbeck                  | Brilon     | Blei, Silber; am Dörnberg |            | 1855 (vor) |              |      |
| Dörnberg-Aurora          | Dörnberg                  | Brilon     | Blei, auch Silber und Kupfer; Ramsbecker Gewerkschaft; ehemals Grube Klingelborn; zuletzt Verbundgrube Dörnberg-Aurora; ehemaliger Zugang Grube Dörnberg über Willibaldstollen IV; Stollenanlagen: Heinrich-, Carl-, Willibald I bis IV-, Obere Stüpel-, Untere Stüpel-, Ludwig-Stollen; Grube Aurora: Tagesstrecke, Obere-, Wilhelm-, Von der Heydt-, Pipin- und Titus-Stollen, sowie Maschinenschacht mit 112 m Teufe und 7 Tiefbausohlen; Lage: Willibaldstollen (Lage), Willibaldstollen III (Lage), Willibaldstollen IV (Lage), Ludwigstollen (Lage), Carl Haber Stollen (Lage), Grube Aurora (Förderschacht) (Lage), Stollen Aurora (Lage), Stollen Aurora (Lage) | Lage       | 1668 (vor) | 1974-01-31   |      |
| Eisenkuhle               | Velmede                   | Brilon     | Eisen |            |            |              |      |
| Eltmicke                 | Wasserfall                | Brilon     | Blei |            | 1855 (vor) |              |      |
| Erzbergwerk Ramsbeck     | Ramsbeck                  | Brilon     | Blei, Zink; ehemals Grube Bastenberg, heute Besucherbergwerk; siehe auch Bergbau in Ramsbeck, Wasserlösung durch Nagelmackerstollen (Lage) | Lage       | 1518       | 1974-01-01   |      |
| Füchtenzeche             | Nuttlar                   | Brilon     | Schiefer | Lage       |            |              |      |
| Glücksanfang             | Ramsbeck                  | Brilon     | Eisen; Glücksanfangstollen; 1815 konsolidiert zu Ramsbecker Gewerkschaft |            | 1815 (vor) |              |      |
| Grimmhold                | Ostwig                    | Brilon     | Blei, Zink, Spateisen; Grimmholder Zug; drei Stollen: Freundschaftstollen (Lage), Mathäusstollen (Lage), Grimmholdstollen (Lage) |            |            |              |      |
| Gute Hoffnung            | Ramsbeck                  | Brilon     | Blei, Zink, Spateisen; Grimmholder Zug; ein Stollen | Lage       |            |              |      |
| Haynau                   | Untervalme                | Brilon     | [ 2 ] |            |            |              |      |
| Heilige Dreifaltigkeit   | Ramsbeck                  | Brilon     | Kupfer; am Dörnberg |            | 1598       |              |      |
| Loh                      | Nuttlar                   | Brilon     | Schiefer; bei Nuttlarer-Hammer | 1855 (vor) |            |              |      |
| Matheus                  | Niedervalme               | Brilon     | Blei; unterhalb Niedervalme |            | 1855 (vor) |              |      |
| Neue Gesellschaft        | Ramsbeck                  | Brilon     | Kupfer; zu Bastenberg |            | 1572       |              |      |
| Ostwig                   | Ostwig                    | Brilon     | Schiefer; Tiefbau ab 1878; Kaiser-Wilhelm-Stollen | Lage       | 1873 (vor) | 1985         |      |
| Passauf                  | Nuttlar                   | Brilon     | Antimonerz |            |            |              |      |
| Schieferbergwerk Nuttlar | Nuttlar                   | Brilon     | Schiefer, Besucherbergwerk mit Tauchmöglichkeit | Lage       | 1857       | 1985         |      |
| St. Christoffel          | Ramsbeck                  | Brilon     | Kupfer; am Dörnberg |            |            |              |      |
| St. Martin               | Ramsbeck                  | Brilon     | Kupfer; am Dörnberg |            |            |              |      |
| Stuckenland              | Nuttlar                   | Brilon     | Schiefer | Lage       |            |              |      |
| Unverhofft Glück         | Nuttlar                   | Brilon     | Antimonerz, Mangan, Schiefer | Lage       |            |              |      |
| Venetianerstollen        | Ramsbeck                  | Brilon     | Beginn des Kupfer- u. Bleiglanzabbaus am Venetianerstollen nachweislich zwischen 977 und 1181 | Lage       | 1181 (vor) |              |      |
| Willibald                | Ramsbeck                  | Brilon     | Blei; zu Dörnberg | Lage       | 1855 (vor) |              |      |

### Brilon
| Name                       | Ortsteil       | Bergrevier | Anmerkungen | Lage | Beginn          | Ende | Bild |
| Adoin                      | Brilon         | Brilon     | Blei | Lage |                 |      |      |
| Alma                       | Brilon         | Brilon     | Blei | Lage |                 |      |      |
| Alter Schacht Forstenberg  | Brilon         | Brilon     | Roteisen; am Forstenberg; 1896 begonnen, 10 m weiter westlich 1913 bis 1916 neuer Schacht, mit Tiefsohle bei 30 m Teufe | Lage | 1896            |      |      |
| Amandus                    | Rösenbeck      | Brilon     | Blei | Lage |                 |      |      |
| Anna                       | Brilon         | Brilon     | Blei | Lage |                 |      |      |
| Anton                      | Brilon         | Brilon     | Blei | Lage |                 |      |      |
| Annemarie                  | Alme           | Brilon     | Blei | Lage |                 |      |      |
| Antoinette                 | Messinghausen  | Brilon     | Kupfer |      | 1855 (vor)      |      |      |
| Appelbaum                  | Brilon         | Brilon     | Blei | Lage |                 |      |      |
| Arnold                     | Brilon         | Brilon     | Blei | Lage |                 |      |      |
| Auf dem alten Filz         | Rösenbeck      | Brilon     | Kupfer |      | 1855 (vor)      |      |      |
| Bachus                     | Brilon         | Brilon     | Blei; an der Mühlenschlade                                                                                              | Lage | 1855 (vor)      |      |      |
| Balbina                    | Madfeld        | Brilon     | Blei | Lage |                 |      |      |
| Barbara                    | Messinghausen  | Brilon     | Blei | Lage | 1854 (vor)      |      |      |
| Bergmannslust              | Brilon         | Brilon     | Blei | Lage |                 |      |      |
| Bergmanns Gast             | Brilon         | Brilon     | Blei, Galmei, Eisen; am Kirchloh                                                                                        |      | 1596            |      |      |
| Bergwerk                   | Altenbüren     | Brilon     | [ 4 ] | Lage |                 |      |      |
| Bergwerk                   | Brilon         | Brilon     | Kalkspat | Lage |                 |      |      |
| Blauer Montag              | Madfeld        | Brilon     | Blei | Lage | 185 (vor)       |      |      |
| Bleikaule                  | Brilon         | Brilon     | Blei | Lage |                 |      |      |
| Bleischüssel               | Alme           | Brilon     | Blei | Lage |                 |      |      |
| Blumenstein                | Brilon         | Brilon     | Blei | Lage |                 |      |      |
| Boromäus                   | Rösenbeck      | Brilon     | Blei; Flur Schachthelde nordöstl. des Ortes                                                                             | Lage |                 |      |      |
| Cader/Anfang               | Alme           | Brilon     | Blei | Lage |                 |      |      |
| Christianus                | Thülen         | Brilon     | Blei | Lage | 1695            |      |      |
| Claudius                   | Rösenbeck      | Brilon     | Blei; Flur Schachthelde nordöstl. des Ortes                                                                             | Lage |                 |      |      |
| Clementine                 | Brilon         | Brilon     | Blei, Brauneisenstein; am Schaken bei Kekkelke                                                                          | Lage | 1695            |      |      |
| Cora                       | Madfeld        | Brilon     | Blei | Lage |                 |      |      |
| Dietmar                    | Madfeld        | Brilon     | Blei | Lage |                 |      |      |
| Don Pedro                  | Madfeld        | Brilon     | Blei | Lage |                 |      |      |
| Drei Tonnen                | Brilon         | Brilon     | Galmei |      |                 |      |      |
| Eichholz II                | Thülen         | Brilon     | Kalkspat |      |                 |      |      |
| Eisernes Glück             | Messinghausen  | Brilon     | Eisen; unmittelbar westlich der Kirche von Messinghausen am sogenannten Kämpen                                          |      | 1845 (vor)      |      |      |
| Elisabeth I.               | Rösenbeck      | Brilon     | Mangan | Lage | 1918            | 1945 |      |
| Emma                       | Messinghausen  | Brilon     | Eisen, Schwefel; ehemals Messinghauser Eisenbor                                                                         |      | 1845 (vor)      |      |      |
| Enkenberg(e)               | Rösenbeck      | Brilon     | Roteisen | Lage | 1855 (vor)      | 1881 |      |
| Eugenia                    | Alme           | Brilon     | Blei | Lage |                 |      |      |
| Ewald                      | Brilon         | Brilon     | Blei | Lage |                 |      |      |
| Felsberg                   | Brilon         | Brilon     | Blei | Lage |                 |      |      |
| Fortuna                    | Brilon         | Brilon     | Blei | Lage |                 |      |      |
| Franciskus                 | Thülen         | Brilon     | Blei; auch Franziskus geschrieben; am östl. Ortsrand                                                                    |      | 1855 (vor)      |      |      |
| Fürst Blücher              | Alme           | Brilon     | Blei | Lage |                 |      |      |
| Gallberg                   | Brilon         | Brilon     | Blei | Lage |                 |      |      |
| Geiseckerstein             | Altenbüren     | Brilon     | Blei | Lage |                 |      |      |
| Gottesgabe                 | Welmringhausen | Brilon     | Nickel |      |                 |      |      |
| Große Bühl                 | Alme           | Brilon     | Blei | Lage |                 |      |      |
| Grüberg                    | Thülen         | Brilon     | Blei | Lage |                 |      |      |
| Hagen                      | Alme           | Brilon     | Blei | Lage |                 |      |      |
| Haneckenstein              | Madfeld        | Brilon     | Blei; Flur Schachthelde nordöstl. des Ortes; auch Hanneckenstein geschrieben                                            | Lage |                 |      |      |
| Hauptmannsgrube            | Brilon         | Brilon     | Blei, Galmei; am Heimberg                                                                                               |      |                 |      |      |
| Hecker                     | Brilon         | Brilon     | Blei | Lage |                 |      |      |
| Heimberg                   | Brilon         | Brilon     | Blei | Lage |                 |      |      |
| Heiterkeit (Vereinigte)    | Rösenbeck      | Brilon     | Blei; Flur Schachthelde nordöstl. des Ortes                                                                             | Lage | 1855 (vor)      |      |      |
| Hohlenstein                | Rösenbeck      | Brilon     | Blei | Lage |                 |      |      |
| Hörsterloh                 | Brilon ?       | Brilon     | Galmei |      | 1855 (vor)      |      |      |
| Hulda                      | Madfeld        | Brilon     | Blei | Lage |                 |      |      |
| Hütte                      | Altenbüren     | Brilon     | Blei | Lage | 1855 (vor)      |      |      |
| Itzstein                   | Thülen         | Brilon     | Blei | Lage |                 |      |      |
| Jakob                      | Alme           | Brilon     | Blei | Lage |                 |      |      |
| Jakobsberg                 | Brilon         | Brilon     | Blei | Lage |                 |      |      |
| Johannes                   | Messinghausen  | Brilon     | Eisen; auch Johannes Maaſsen genannt; am nördlichen Abhang der langen Seite unterhalb Messinghausen                     |      | 1845 (vor)      |      |      |
| Kaiser Alexander           | Madfeld        | Brilon     | Blei | Lage |                 |      |      |
| Kanzlei                    | Brilon         | Brilon     | Blei, Galmei; am Vossloh; auch Canzlei geschrieben                                                                      |      | 1696            |      |      |
| Kockhaus                   | Madfeld        | Brilon     | Blei | Lage |                 |      |      |
| Kunibert                   | Brilon         | Brilon     | Bleiglanz, Schalenblende, Brauneisenstein; auch Cunibert genannt                                                        | Lage | 1847 (vor)      |      |      |
| Leo                        | Messinghausen  | Brilon     | Blei; am östlichen Abhang der Burg                                                                                      |      | 1855 (vor)      |      |      |
| Louise                     | Messinghausen  | Brilon     | Eisen |      | 1845 (vor)      |      |      |
| Lupin                      | Brilon         | Brilon     | Blei | Lage |                 |      |      |
| Lucretia                   | Madfeld        | Brilon     | Blei | Lage |                 |      |      |
| M14                        | Wülfte         | Brilon     | Blei | Lage |                 |      |      |
| M66                        | Rösenbeck      | Brilon     | Blei | Lage |                 |      |      |
| Margarethen                | Rösenbeck      | Brilon     | Blei | Lage |                 |      |      |
| Margaritha                 | Rösenbeck      | Brilon     | Blei; Flur Schachthelde nordöstl. des Ortes                                                                             |      |                 |      |      |
| Marianne                   | Brilon         | Brilon     | Galmei; Platz: Nüllstein                                                                                                |      |                 |      |      |
| Melchior                   | Alme           | Brilon     | Blei | Lage |                 |      |      |
| Motte                      | Rösenbeck      | Brilon     | [ 2 ] |      |                 |      |      |
| Neue Hoffnung              | Rösenbeck      | Brilon     | Eisen |      |                 |      |      |
| Norbert                    | Brilon         | Brilon     | Blei | Lage |                 |      |      |
| Paulinus                   | Thülen         | Brilon     | Blei | Lage |                 |      |      |
| Petrus                     | Alme           | Brilon     | Blei, Kupfer, Eisen | Lage |                 |      |      |
| Primus                     | Alme           | Brilon     | Blei | Lage |                 |      |      |
| Rabonus                    | Thülen         | Brilon     | Blei | Lage |                 |      |      |
| Richard                    | Brilon         | Brilon     | Blei, Galmei; am Heimberg                                                                                               | Lage |                 |      |      |
| Rauenberg                  | Messinghausen  | Brilon     | Eisen; alt; im Feld Antoni (östlicher Teil)                                                                             |      | 1845 (weit vor) |      |      |
| Raumberg                   | Alme           | Brilon     | Blei | Lage |                 |      |      |
| Robert                     | Rösenbeck      | Brilon     | Blei | Lage |                 |      |      |
| Romanus                    | Brilon         | Brilon     | Blei | Lage | 1855 (vor)      |      |      |
| Romberg                    | Brilon         | Brilon     | Blei | Lage | 1855 (vor)      |      |      |
| Romeo                      | Rösenbeck      | Brilon     | Blei | Lage | 1855 (vor)      |      |      |
| Rösenbeckerzug / Rösenbeck | Rösenbeck      | Brilon     | Eisen; markscheidet mit Vereinigung bei Bredelar; am Ostausgang des Ortes                                               |      | 1670            |      |      |
| Rossbach                   | Brilon         | Brilon     | Blei | Lage |                 |      |      |
| Samson                     | Alme           | Brilon     | Blei | Lage |                 |      |      |
| Schlammkaule               | Brilon         | Brilon     | Blei, Zink; Galmeibezirk Brilon                                                                                         |      | 1855 (vor)      |      |      |
| Schaken                    | Brilon         | Brilon     | Blei | Lage |                 |      |      |
| Schwickerskeller           | Brilon         | Brilon     | Blei | Lage |                 |      |      |
| Segen Gottes               | Brilon         | Brilon     | Blei, Schalenblende, Galmei                                                                                             | Lage | 1717            |      |      |
| Sophia                     | Rösenbeck      | Brilon     | Blei; Flur Schachthelde nordöstl. des Ortes                                                                             |      |                 |      |      |
| St. Gertrud                | Brilon         | Brilon     | Galmei; identisch mit Vosloh                                                                                            |      |                 |      |      |
| Stolz                      | Wülfte         | Brilon     | Blei, Eisen; südöstl. des Ortes                                                                                         | Lage |                 |      |      |
| Streitfeld                 | Brilon         | Brilon     | Blei | Lage |                 |      |      |
| Tonne                      | Brilon         | Brilon     | Blei | Lage | 1855 (vor)      |      |      |
| Unternknapp                | Thülen         | Brilon     | Blei | Lage |                 |      |      |
| Unternstich                | Madfeld        | Brilon     | Blei | Lage |                 |      |      |
| Untreue                    | Brilon         | Brilon     | Blei | Lage |                 |      |      |
| Victoria                   | Brilon         | Brilon     | Blei, Galmei, Zink; am Heimberge                                                                                        | Lage | 1855 (vor)      |      |      |
| Vorwärts                   | Brilon         | Brilon     | Blei | Lage |                 |      |      |
| Vosskalue                  | Messinghausen  | Brilon     | Eisen; alt; im Feld Antoni (westl. Teil)                                                                                |      | 1845 (weit vor) |      |      |
| Wolberkaule                | Brilon         | Brilon     | Blei | Lage | 1855 (vor)      |      |      |
| Worms                      | Brilon         | Brilon     | Blei | Lage |                 |      |      |

### Marsberg
| Name                      | Ortsteil                         | Bergrevier | Anmerkungen | Lage | Beginn           | Ende         | Bild |
| Albert                    | Brilon                           | Brilon     | Blei, Galmei; Platz: Antenbühl |      |                  |              |      |
| Adorf                     | Udorf / Canstein / Heddinghausen | Brilon     | Blei, Zink |      |                  |              |      |
| Alt Geschreye             | Giershagen                       | Brilon     | Eisen |      | 1736-03-03 (vor) |              |      |
| Amandus                   | Radlinghausen                    | Brilon     | [ 2 ] |      | 1579             |              |      |
| Antonie                   | Beringhausen                     | Brilon     | Roteisen; östlich vom Judengrund; auch Antoni geschrieben |      |                  | 1951         |      |
| Arnold                    | Brilon                           | Brilon     | Galmei |      |                  |              |      |
| Arnstein                  | Giershagen                       | Brilon     | Eisen |      | 1803 (vor)       |              |      |
| Beckersgrube              | Giershagen                       | Brilon     | am Schempersrück |      |                  |              |      |
| Blaue Schmitte            | Giershagen                       | Brilon     | Eisen |      | 1736-03-03 (vor) |              |      |
| Buchholz                  | Giershagen                       | Brilon     | Kupfer |      | 1744             |              |      |
| Charlottenzug             | Bredelar                         | Brilon     | Roteisen, Schwefel; 2 Stollen (Heinrich und Lydia Stollen), letzterer erreicht Erzlager nach 800 m Länge und ist durchgängig für die Pferdeförderung ausgebaut, Tiefbauschacht mit 60 m Teufe                  |      | 1855 (vor)       |              |      |
| Christiane                | Giershagen                       | Brilon     | Roteisenstein |      | 1855 (vor)       |              |      |
| Coelestingrube Giershagen | Giershagen                       | Brilon     | Coelestin; Gesamtförderung: ~10.000 t; Stollen und Schächte | Lage | 1895             | 1970 (ca.)   |      |
| Eintracht                 | Borntosten / Leitmar             | Brilon     | Kupfer; Stollen; später Major und Minor (Stollen u. a.:Franz-Friedricher Stollen) |      | 1803             |              |      |
| Emma                      | Beringhausen / Messinghausen     | Brilon     | Roteisen |      | 1816             | 1878         |      |
| Enkenberg                 | Beringhausen                     | Brilon     | Eisen; westl. von Beringhausen |      |                  |              |      |
| Everhardt-Grube           | Altenbüren                       | Brilon     | Eisen; am kleinen Eisenberg |      | 1766             |              |      |
| Fanny                     | Brilon                           | Brilon     | Eisen; am Pelsenberg |      |                  |              |      |
| Ferdinand                 | Giershagen                       | Brilon     | Roteisen; westl. von Beringhausen; zur Grube Christiane bei Adorf gehörig | Lage |                  |              |      |
| Fette Sau                 | Giershagen                       | Brilon     | am Schempersrück |      |                  |              |      |
| Friedericke               | Marsberg                         | Brilon     | Kupfer; Flötzlagerung, auch Friederike geschrieben; siehe Abbildung bei Grube Mina; Zugang über den 1838 angelegten Beustollen (auch Beuststollen genannt), durchschlägig zu Grube Oscar                       | Lage | 1838 (um)        |              |      |
| Geschreye                 | Giershagen                       | Brilon     | Eisen |      | 1736-03-03 (vor) |              |      |
| Geseker Stein             | Altenbüren                       | Brilon     | Galmei, Blei; südwestl. von Altenbüren |      | 1543             |              |      |
| Glückauf                  | Marsberg                         | Brilon     | Kupfer, Eisen aus Zechstein |      |                  |              |      |
| Glückszeche               | Marsberg                         | Brilon     | Gips |      | 1857 (vor)       |              |      |
| Goldschacht               | Beringhausen                     | Brilon     | Gold; am Grottenberg im Hoppecketal – alter Schacht |      | 1855 (vor)       |              |      |
| Goldkuhle                 | Beringhausen                     | Brilon     | Gold; fast verschüttetes Stollenmundloch |      | 1696             |              |      |
| Grottenbergzug            | Beringhausen                     | Brilon     | Roteisen, Gold; Carl- und Mathildenstollen (48 m tiefer als Carl-St.); Tiefbau vor 1890; eigener Bahnanschluss; Nachlesebergbau bis 1951                                                                       | Lage | 1531             | 1951         |      |
| Gute Hoffnung             | Heddinghausen                    | Brilon     | Galmei |      |                  |              |      |
| Guter Anfang              | Alme                             | Brilon     | Blei, Kupfer, Eisen |      |                  |              |      |
| Hai(d)e                   | Giershagen                       | Brilon     | Kupfer |      |                  |              |      |
| Helene                    | Giershagen                       | Brilon     | Eisen, Schwefel; evtl. auch Helena genannt |      | 1855 (vor)       |              |      |
| Hohenstein                | Giershagen                       | Brilon     | Eisen |      | 1803             |              |      |
| Homberg                   | Leitmar                          | Brilon     | Kupfer |      |                  |              |      |
| Hubertus                  | Borntosten                       | Brilon     | Roteisen;zur Grube Christiane bei Adorf gehörig; am Rotenberg; evtl. identisch mit Kaltebeutel | Lage | 1855 (vor)       |              |      |
| Huxhol                    | Borntosten                       | Brilon     | Eisen, Kupfer; am Rotenberg |      | 17. Jh.          |              |      |
| Johanna                   | Brilon                           | Brilon     | Galmei, Blei; Bleikaulen (bei Kapelle) |      | 1485             |              |      |
| Johannes                  | Beringhausen                     | Brilon     | Roteisen |      | 1816             | 1878         |      |
| Johannes Maaße            | Giershagen                       | Brilon     | Roteisenstein |      | 1736 (vor)       |              |      |
| Kalte Buche               | Borntosten                       | Brilon     | Kupfer; Schacht Phillipina |      | 1744             |              |      |
| Kalter Beutel             | Giershagen                       | Brilon     | Kupfer, Eisen; auch Kaltenbeutel |      | 1744             |              |      |
| Kilianstollen             | Marsberg                         | Brilon     | Schiefer, Kupfer; Teil von Grube Oscar, Stollen wurde 1842 angelegt | Lage | 1842             |              |      |
| Klusknapp                 | Giershagen                       | Brilon     | Kupfer |      | 1744             |              |      |
| Leitmarer Bruch           | Leitmar                          | Brilon     | Kupfer |      |                  |              |      |
| Lülingshol(l)             | Giershagen                       | Brilon     | Eisen; Oberer Stollen; Lülingsholer Erbstollen; zu Reinhard; Mächtigkeit bis 14 m |      | 1600 (vor)       |              |      |
| Lüttenschacht             | Giershagen                       | Brilon     | Eisen |      | 1736-03-03 (vor) |              |      |
| Mathias                   | Giershagen                       | Brilon     | Galmei, Blei |      |                  |              |      |
| Mathilde                  | Radlinghausen                    | Brilon     | [ 2 ] |      | 1579             |              |      |
| Maria                     | Giershagen ?                     | Brilon     | Eisen |      |                  |              |      |
| Martin Jägergrube         | Giershagen / Leitmar             | Brilon     | Roteisenstein; auch Martinsjägergrube geschrieben |      | 1736 (vor)       |              |      |
| Mergelgrube               | Leitmar                          | Brilon     | Kupfer |      | 1744/45          |              |      |
| Mina                      | Obermarsberg                     | Brilon     | Kupfer; 21 Sohlen, Heinrich- und Christianstollen | Lage | 1744/45          |              |      |
| Missgeburt                | Giershagen                       | Brilon     | Eisen |      | 1748 (mind.)     |              |      |
| Oberster Lochstein        | Giershagen                       | Brilon     | Eisen |      | 1736-03-03 (vor) |              |      |
| Oscar                     | Marsberg                         | Brilon     | Kupfer; auch Oskar; am Jittberg; Gesamtförderung dieses Vorkommens (alle Gruben): 3 Mio. t Kupfererz | Lage | 1842 (vor)       | 1945         |      |
| Petronella                | Giershagen                       | Brilon     | Kupfer |      |                  |              |      |
| Regina                    | Brilon                           | Brilon     | Galmei; Flur: Falenkuhle |      |                  |              |      |
| Reinhard                  | Giershagen                       | Brilon     | Roteisen; mit 2 Stollen (Lülingsholerstollen (17. Jh., 480 m lang), Lanzstollen (1872–1876, 670 m lang)) und 3 Tiefbausohlen (20, 40, 70 m); Gesamtteufe 110 m; bis zu 140 Bergleute; Mächtigkeit von 0,5–10 m | Lage | 1872             | 1887         |      |
| Rotenberg                 | Giershagen                       | Brilon     | Schiefer; Tagebau; ab 1821 Stollen |      | 1744             | 1824 (mind.) |      |
| Petronella                | Giershagen                       | Brilon     | Kupfer; Stollen am Klusknapp (Nordseite); am 10. Dezember 1858 neu verliehen |      | 1744 (vor)       | 1858 (mind.) |      |
| Sabbas                    | Giershagen                       | Brilon     | Eisen; am Wartersberg |      |                  |              |      |
| Sahl                      | Marsberg                         | Brilon     | Kupfer; Mutung |      | 1745             |              |      |
| Sandersgraben             | Marsberg                         | Brilon     | Kupfer |      | 1744/45          |              |      |
| Schencken-Schacht         | Giershagen                       | Brilon     | Eisen |      | 1736-03-03 (vor) |              |      |
| Schmalzgrube              | Essentho                         | Brilon     | Kupfer |      | 1712             |              |      |
| Schrempenstick            | Giershagen                       | Brilon     | am Schempersrück; wohl identisch mit Arnstein |      | 1600 (um)        |              |      |
| Segen Gottes              | Giershagen                       | Brilon     | Eisen; Stollen; neu verliehen 3. März 1736 |      | 1598             |              |      |
| Siegelnbusch              | Marsberg                         | Brilon     | Kupfer |      | 1744/45          |              |      |
| Silberkuhle               | Giershagen                       | Brilon     | Galmei, Blei |      |                  |              |      |
| St. Bernhard              | Giershagen                       | Brilon     | Eisen |      | 18. Jh.          |              |      |
| St. Johannes              | Giershagen                       | Brilon     | Eisen |      | 18. Jh.          |              |      |
| St. Joseph                | Giershagen                       | Brilon     | Eisen |      | 18. Jh.          |              |      |
| Teufelspfad               | Borntosten                       | Brilon     | Eisen |      | 1537             |              |      |
| Trappweg                  | Padberg                          | Brilon     | Eisen |      |                  |              |      |
| Ungewiß                   | Giershagen                       | Brilon     | Eisen |      |                  |              |      |
| Vereinigung               | Bredelar / Rösenbeck             | Brilon     | Eisen; am Enkenberg in der Enkenberg-Hohl gen Hoppecketal |      | 1845 (vor)       |              |      |
| Vier Knechte              | Giershagen                       | Brilon     | Roteisenstein |      | 1736 (vor)       |              |      |
| Vogts Fundgrube           | Giershagen                       | Brilon     | Roteisenstein |      | 1736 (vor)       |              |      |
| Vosskuhle                 | Beringhausen                     | Brilon     | Eisen |      |                  |              |      |
| Wartersberg               | Giershagen                       | Brilon     | Eisen |      |                  |              |      |
| Wassertonne               | Giershagen                       | Brilon     | Roteisenstein |      | 1855 (vor)       |              |      |
| Weisse Schacht            | Beringhausen                     | Brilon     | [ 2 ] |      | 1752             |              |      |
| Wilhelm                   | Marsberg                         | Brilon     | Kupfer; nahe Oscar |      |                  |              |      |
| Wollrad                   | Padberg                          | Brilon     | Eisen; auch Wolrad geschrieben |      |                  |              |      |
| Zepel                     | Giershagen                       | Brilon     | Eisen |      | 1736-03-03 (vor) |              |      |

### Medebach
| Name                        | Ortsteil  | Bergrevier | Anmerkungen | Lage | Beginn         | Ende | Bild |
| Adolfslust                  | Medebach  | Brilon     | Mangan, Mutung |      | 1855 (vor)     |      |      |
| Bergwerk                    | Medebach  | Brilon     | [ 4 ] | Lage |                |      |      |
| Elend                       | Glindfeld | Brilon     | Blei, Kupfer, Zink; am 18. Juli 1864 Versuchsstollen                                                                           |      | 1863           | 1914 |      |
| Graf von Spee ?             | Medebach  | Brilon     | Eisen |      | 19. Jh.        |      |      |
| Schwerspatbergwerk Dreislar | Dreislar  | Brilon     | Baryt, begonnen 1870, vorübergehend stillgelegt in den 1920er Jahren, erneut von den 1950er Jahren bis 2007, Gesamtteufe 400 m | Lage | 1777 (erwähnt) | 2007 |      |
| Wernsdorf                   | Glindfeld | Brilon     | [ 44 ] |      | 1867-08-21     |      |      |

### Meschede
| Name                  | Ortsteil       | Bergrevier | Anmerkungen | Lage | Beginn  | Ende | Bild |
| Bergwerk im Einschede | Grevenstein    | Arnsberg   | Kupfer, Zinn; wohl erfolgloser Schurf                                                                                        |      | 18. Jh. |      |      |
| Blockenberg           | Visbeck        | Arnsberg   | Kupfer |      |         |      |      |
| Glücksanfang          | Blüggelscheidt | Arnsberg   | am Dasmannskopf; südl. von Blüggelscheidt                                                                                    |      |         |      |      |
| Klausenberg           | Meschede       | Arnsberg   | Schiefer |      | 1809    |      |      |
| Krakau                | Mosebolle      | Arnsberg   | Versuchsstollen auf der linken Seite der Wegstapel; oberhalb Mosebolle                                                       | Lage |         |      |      |
| Kupferrose            | Eversberg      | Arnsberg   | Kupferkies, Pyrit |      |         |      |      |
| Stromberg             | Frielinghausen | Arnsberg   | Blei- und Zinkerze; Grimmholder Zug (gelegen zwischen Ramsbeck und Untervalme); Betriebspunkt Zufall bei Frielinghausen S116 |      |         |      |      |

### Olsberg
| Name                              | Ortsteil                         | Bergrevier | Anmerkungen | Lage       | Beginn          | Ende         | Bild |
| Abendröthe                        | Wulmeringhausen                  | Brilon     | Blei, Zink, Kupfer, Eisen, Silber; am Ohlenberg | Lage       | 1846-05-08      |              |      |
| Alte Ries                         | Elpe                             | Brilon     | Bleierze und Zinkblende, sowie Spateisen, mehrere Stollen, u. a. Brückmannstollen (Lage); später zudem Grube Ries in 700 m Entfernung | Lage       | 1855 (vor)      |              |      |
| Altes Kreuz                       | Olsberg                          | Brilon     | Eisen; 1818 zu Briloner Eisenberg |            | 1708            |              |      |
| Armachey                          | Olsberg                          | Brilon     | Eisen; am Briloner Eisenberg |            |                 |              |      |
| Arnoldine                         | Wulmeringhausen                  | Brilon     | Blei, Zink; Lage | Lage       |                 |              |      |
| Auerhahn                          | Wulmeringhausen                  | Brilon     | Blei, Zink; 70 m tiefer, facher Schacht | Lage       | 1855 (vor)      |              |      |
| Auerwachs ?                       | Wiemeringhausen                  | Brilon     | Eisen; am Kalenberg |            | 1543/55         |              |      |
| Auf guter Gesellschaft            | Olsberg                          | Brilon     | Eisen; am Briloner Eisenberg |            |                 |              |      |
| Augusta                           | Wulmeringhausen                  | Brilon     | Schwerspat, Mangan; Lage, Lage | Lage       |                 |              |      |
| Belgrad                           | Wulmeringhausen                  | Brilon     | Blei, Kupfer, Zink; Lage | Lage       | 1850            | 1900         |      |
| Benningsen                        | Helmeringhausen                  | Brilon     | Eisen; Lage | Lage       |                 |              |      |
| Berglust                          | Wulmeringhausen                  | Brilon     | Zink | Lage       |                 |              |      |
| Bergwerk                          | Antfeld                          | Brilon     | Schiefer | Lage       |                 |              |      |
| Clara                             | Wulmeringhausen                  | Brilon     | Eisen; Lage | Lage       |                 |              |      |
| Dormeacke                         | Elpe                             | Brilon     | [ 5 ] |            | 1855 (vor)      |              |      |
| Eberhard                          | Olsberg                          | Brilon     | Blei |            | 1818 (vor)      |              |      |
| Egon I                            | Antfeld                          | Brilon     | Schiefer | Lage       |                 |              |      |
| Egon II                           | Antfeld                          | Brilon     | Schiefer | Lage       |                 |              |      |
| Eisenberg                         | Olsberg                          | Brilon     | Roteisen; auch Briloner Eisenberg genannt; 1818 Konsolidation aller am Eisenberg liegenden Gruben; Drahtseilbahn (Länge 3 km) verband die Grube mit dem Bahnhof Olsberg; 1732–1739 Allerheiligen Stollen (Lage), 1780–1794 Max Stollen (Lage), 1716–1723 Kirschbaum Stollen (Lage), 1749–1754 Philipstollen (siehe eigenen Eintrag Philipstollen); weitere Betriebspunkte: Stollenmundloch (Lage), Forster Schacht (Lage), Schacht Altes Kreuz (Lage), Schacht Neues Kreuz (Lage), Kirschbaum Schacht (Lage), Heid Schacht (Lage) |            | 1350            | 1916-07-15   |      |
| Elpenfang                         | Elpe                             | Brilon     | [ 5 ] |            | 1855 (vor)      |              |      |
| Enscheder Zug                     | Assinghausen                     | Brilon     | Blei, Zink, Nickel, Cobalt; Lage | Lage       |                 |              |      |
| Erzherzog Karl (Konsolidation)    | Wulmeringhausen                  | Brilon     | Eisen; Lage | Lage       |                 |              |      |
| Everhard                          | Olsberg                          | Brilon     | Eisen; am Briloner Eisenberg |            | 1773            |              |      |
| Fabian                            | Bruchhausen                      | Brilon     | [ 5 ] |            | 1855 (vor)      |              |      |
| Forstenberg                       | Olsberg                          | Brilon     | Eisen; am östlichen Ende des Briloner Eisenbergs; zu Eisenberg |            | 1709            |              |      |
| Friedrichsdorf                    | Elpe                             | Brilon     | [ 5 ] |            | 1855 (vor)      |              |      |
| Frohe Hoffnung                    | Assinghausen                     | Brilon     | Blei, Zink, Kupfer; Lage | Lage       |                 |              |      |
| Frühjahr-Winter                   | Brunskappel                      | Brilon     | Kupfer?; kleiner Versuchsstollen von max. 10 m Länge |            |                 |              |      |
| Fuchsgrube                        | Assinghausen                     | Brilon     | Blei, Zink | Lage       |                 |              |      |
| Georg Stollen                     | Gevelinghausen                   | Brilon     | Blei; im Elpetal | Lage       |                 |              |      |
| Goldene Plätze                    | Olsberg                          | Brilon     | Blei |            | 1818 (vor)      |              |      |
| Gottesgabe I, II und IV           | Wulmeringhausen                  | Brilon     | Blei, Zink, Kupferkies; 4 Stollen, 2 Maschinenschächte, 6 Tiefbausohlen bei 30 m, 50 m, 70 m, 95 m, 118 m und 140 m; bis zu 400 Belegschaftsmitglieder | Lage       | 1750            | 1903/12      |      |
| Gottesglück                       | Wiemeringhausen                  | Brilon     | Eisen; am Kallenberg |            | 1550            |              |      |
| Gottes Hoffnung                   | Assinghausen                     | Brilon     | [ 2 ] |            |                 |              |      |
| Grauer Mönch                      | Olsberg                          | Brilon     | Blei; 1818 zu Briloner Eisenberg |            | 1749            |              |      |
| Grönebach                         | Elpe                             | Brilon     | Blei |            | 1855 (vor)      |              |      |
| Grube                             | Wulmeringhausen                  | Brilon     | [ 49 ] | Lage       |                 |              |      |
| Grube                             | Wulmeringhausen                  | Brilon     | [ 49 ] | Lage       |                 |              |      |
| Grube                             | Wulmeringhausen                  | Brilon     | [ 49 ] | Lage       |                 |              |      |
| Grube                             | Wulmeringhausen                  | Brilon     | [ 49 ] | Lage       |                 |              |      |
| Grube                             | Wulmeringhausen                  | Brilon     | [ 49 ] | Lage       |                 |              |      |
| Grube am Iberg                    | Wulmeringhausen                  | Brilon     | [ 49 ] | Lage       |                 |              |      |
| Grüne Rose                        | Helmeringhausen                  | Brilon     | Schwefelkies, Blei, Zink, Kupfer, Eisen; 80 m langer Stollen; bei Wiggeringhausen; zu Grube Rieserzug |            | 1846            |              |      |
| Güldenplatz                       | Olsberg                          | Brilon     | Eisen; am Briloner Eisenberg |            |                 |              |      |
| Hagelgrube                        | Assinghausen                     | Brilon     | Zink | Lage       |                 |              |      |
| Heidgrube                         | Olsberg                          | Brilon     | Eisen; am Briloner Eisenberg |            | 1717            |              |      |
| Heinrichssegen                    | Olsberg                          | Brilon     | Blei |            | 1818 (vor)      |              |      |
| Hilfe Gottes                      | Olsberg                          | Brilon     | Eisen; am Briloner Eisenberg |            |                 |              |      |
| Himmelreich                       | Brunskappel                      | Brilon     | Kupfer, Silber, Fahlerz, Bleiglanz, Mangan, Schwerspat; Lage | Lage       | 1543/55         |              |      |
| Island                            | Wulmeringhausen                  | Brilon     | Blei, Zink | Lage       |                 |              |      |
| Januarius                         | Wulmeringhausen                  | Brilon     | Blei, Zink; Lage, Lage, Lage, Lage | Lage       |                 |              |      |
| Johanna Stollen                   | Gevelinghausen                   | Brilon     | Blei; im Elpetal | Lage       |                 |              |      |
| Johannesgrube                     | Olsberg                          | Brilon     | Eisen; am Briloner Eisenberg |            | 1716            |              |      |
| Johannesmasen                     | Olsberg                          | Brilon     | Eisen; auch Johannes Maß; 1818 zu Briloner Eisenberg |            | 18. Jh.         |              |      |
| Juno                              | Gevelinghausen / Wiggeringhausen | Brilon     | Blei und Zink; Konsolidation aus Juno und Pluto; im Elpetal; dritte und fünfte Tiefbausohle Grube Aurora sind durchschlägig mit Juno; Juno- (Lage) und Christian-Stollen (Lage) | Lage       | 1840            | 1911         |      |
| Kirschenbaum                      | Olsberg                          | Brilon     | Eisen; 1818 zu Briloner Eisenberg |            |                 |              |      |
| Königsgrube                       | Antfeld                          | Brilon     | Schiefer | Lage       |                 |              |      |
| Kreuz                             | Olsberg                          | Brilon     | Eisen; 1818 zu Briloner Eisenberg |            |                 |              |      |
| Lothar                            | Wulmeringhausen                  | Brilon     | Eisen, Mangan; Lage | Lage       |                 |              |      |
| Luna                              | Wulmeringhausen                  | Brilon     | Blei, Kupfer, Zink, Schwefelkies; Lage; 2 Stollen | Lage, Lage | 1858            | 1922 (vor)   |      |
| Macdonald                         | Helmeringhausen                  | Brilon     | Eisen; Lage | Lage       |                 |              |      |
| Maternus                          | Wulmeringhausen                  | Brilon     | Blei, Zink; Aurora Gang oder Dörnberg Gang | Lage, Lage | 19. Jh.         |              |      |
| Max                               | Bruchhausen                      | Brilon     | [ 20 ] [ 5 ] | Lage       |                 |              |      |
| Mittel Stollen                    | Gevelinghausen                   | Brilon     | Blei; im Elpetal | Lage       |                 |              |      |
| Mos                               | Bruchhausen                      | Brilon     | Blei und Zink | Lage       |                 |              |      |
| Neptun                            | Gevelinghausen                   | Brilon     | Blei und Zink; Bastenberg Gang | Lage       |                 |              |      |
| Nero                              | Wulmeringhausen                  | Brilon     | Blei, Zink; im Negertal; benachbart zu Gottesgabe, auf der linken Negertalseite; Stollen sowie Schacht mit mehreren Tiefbausohlen | Lage       | 1881            |              |      |
| Neue Rumpensglück                 | Antfeld                          | Brilon     | Blei, Antimonglanz, Schwefel; nördlich von Esshof |            | 1855 (vor)      |              |      |
| Neues Kreuz                       | Olsberg                          | Brilon     | Eisen; 1818 zu Briloner Eisenberg |            |                 |              |      |
| New Englanduz                     | Bigge                            | Brilon     | Schiefer |            | 19. Jh.         |              |      |
| Papenbusch                        | Wulmeringhausen                  | Brilon     | zu Vereinigter Rieserzug |            |                 | 1894 (vor)   |      |
| Paradies                          | Brabecke-Elpe                    | Brilon     | Kupfer; an der Sommerseite |            | 1783            | 1791 (mind.) |      |
| Phillip & Jakob                   | Olsberg                          | Brilon     | Eisen; am Briloner Eisenberg |            | 1543/55         |              |      |
| Phillipstollen Briloner Eisenberg | Olsberg                          | Brilon     | Eisenerz; heute Besucherbergwerk; gehört zu Grube Eisenberg | Lage       | 1747            | 1754         |      |
| Pluto                             | Wiggeringhausen                  | Brilon     | Blei; im Elpetal; zu Juno; Pluto Stollen (Lage) | Lage       | 1840            | 1911         |      |
| Ries                              | Elpe                             | Brilon     | Blei |            | 1855 (vor)      |              |      |
| Ruhrkrone                         | Bigge                            | Brilon     | Schiefer | Lage       |                 |              |      |
| Sahlborner Stöllchen              | Olsberg                          | Brilon     | Roteisen; auch Alter Stollen genannt, am Briloner Eisenberg; direkt am Wegesrand hangaufwärts, Mai bis September 2010 vorübergehend aufgewältigt, Stollenlänge 40 m; 16. oder 17. Jahrhundert | Lage       | 17. Jh. (mind.) |              |      |
| Semmet                            | Gevelinghausen                   | Brilon     | Schließung lange vor 1938 |            |                 |              |      |
| Schachtpinge                      | Gevelinghausen                   | Brilon     | Blei;im Elpetal | Lage       |                 |              |      |
| Schulte Stollen I                 | Gevelinghausen                   | Brilon     | Blei; im Elpetal | Lage       |                 |              |      |
| Schulte Stollen II                | Gevelinghausen                   | Brilon     | Blei; im Elpetal | Lage       |                 |              |      |
| Schwabenfeld                      | Elpe                             | Brilon     | [ 5 ] |            | 1855 (vor)      |              |      |
| Seltmicke                         | Wulmeringhausen ?                | Brilon     | [ 50 ] |            |                 |              |      |
| Sonnenbügel                       | Wulmeringhausen                  | Brilon     | Blei, Kupfer | Lage       |                 |              |      |
| St. Godefried                     | Assinghausen                     | Brilon     | Kupfer, Vitriol, Schwefel, Silber |            | 1718            |              |      |
| St. Johannes (der Täufer)         | Wulmeringhausen                  | Brilon     | Blei; Lage | Lage       | 1543/55         |              |      |
| St. Jost                          | Wulmeringhausen                  | Brilon     | Blei |            | 1543/55         |              |      |
| St. Salvator                      | Wulmeringhausen                  | Brilon     | Blei |            |                 |              |      |
| Stolzenbeck ?                     | Wiemeringhausen                  | Brilon     | Eisen; am Kalenberg |            | 1543/55         |              |      |
| Theodora                          | Obervalme                        | Brilon     | Schließung lange vor 1938 |            | 1855 (vor)      | 1938 (vor)   |      |
| Überschar                         | Olsberg                          | Brilon     | Eisen; am Briloner Eisenberg |            | 1773            |              |      |
| Victor                            | Bruchhausen                      | Brilon     | Blei und Zink | Lage       |                 |              |      |
| Wäsche Stollen                    | Gevelinghausen                   | Brilon     | Blei; im Elpetal | Lage       |                 |              |      |
| Westphalia                        | Bigge                            | Brilon     | Schiefer |            | 19. Jh.         |              |      |
| Wetter                            | Wulmeringhausen                  | Brilon     | Eisen | Lage       |                 |              |      |
| Wiemert                           | Olsberg                          | Brilon     | Blei, Eisen | Lage       |                 |              |      |
| Winterseite (Gute Hoffnung)       | Wulmeringhausen                  | Brilon     | Blei, Zink, Kupfer, Eisen; Lage, Lage | Lage       |                 |              |      |

### Schmallenberg
| Name                   | Ortsteil                      | Bergrevier | Anmerkungen | Lage | Beginn     | Ende        | Bild |
| Felicitas              | Heiminghausen / Bad Fredeburg | Brilon     | Schiefer; Felicitas-Stollen; Abbau von 1866 bis 1927; heute Heilstollen; 1990 zu Magog                                        | Lage | 1863       | 1927        |      |
| Bierkeller             | Bad Fredeburg                 | Brilon     | Schiefer; Abbau ab 1853; 1970 zu Magog                                                                                        |      | 1851       |             |      |
| Brandholz I            | Nordenau                      | Brilon     | Schiefer |      | 1866       | 1980        |      |
| Brandholz II           | Nordenau                      | Brilon     | Schiefer; zwei Tiefbausohlen; Gesamtförderung (zusammen mit Brandholz I): 80.000 t Schiefer; Stollensystem mit ca. 5 km Länge | Lage | 1866       | 1992-02-28  |      |
| Gomer                  | Bad Fredeburg                 | Brilon     | Schiefer; zu Magog-Gomer-Bierkeller                                                                                           |      | 1880       |             |      |
| Heilstollen Nordenau   | Nordenau                      | Brilon     | Schiefer | Lage |            |             |      |
| Helleberg              | Nesselbach                    | Brilon     | Schiefer | Lage | 1939       | 1959        |      |
| Joachim                | Brabecke                      | Brilon     | Blei; 1859 verliehen |      | 1859       |             |      |
| Johannesberg           | Bracht                        | Brilon     | Blei, Brauneisenstein |      | 1890 (vor) |             |      |
| Johanni                | Bracht                        | Brilon     | Blei, Brauneisenstein |      | 1890 (vor) |             |      |
| Magog                  | Bad Fredeburg                 | Brilon     | Schiefer |      | 1859       |             |      |
| Magog-Gomer-Bierkeller | Bad Fredeburg                 | Brilon     | Schiefer; Verbundbergwerk, aktiver Bergbau                                                                                    | Lage | 1851       |             |      |
| Petingsen              | Westernbödefeld               | Brilon     | Blei |      | 1855 (vor) |             |      |
| Senger                 | Westernbödefeld               | Brilon     | Blei |      | 1855 (vor) |             |      |
| Schellhorn             | Niedersorpe                   | Brilon     | Schiefer; am Waldemei | Lage |            | 1945 (nach) |      |
| Sperlingslust          | Lengenbeck                    | Brilon     | Schiefer; zwei weitere Schiefergruben bei Lengenbeck                                                                          | Lage |            | 1965        |      |

### Sundern
| Name                              | Ortsteil                  | Bergrevier | Anmerkungen | Lage | Beginn           | Ende         | Bild |
| Adolf                             | Hagen                     | Arnsberg   | Eisen; Erzdistrikt Bracht-Wildewiese |      | 1830             | 1841         |      |
| Adolph I                          | Allendorf                 | Arnsberg   | Zink; zu Plettenberger Zinkgewerkschaft |      | 1871-08-02       |              |      |
| Aegidius                          | Hagen                     | Arnsberg   | Zink; zu Plettenberger Zinkgewerkschaft |      | 1872-03-04       |              |      |
| Allendorf II                      | Allendorf                 | Arnsberg   | Mangan |      | 1902             |              |      |
| Alsenberg                         | Endorf                    | Arnsberg   | Eisen; zwei Stollen |      | 1790, 1842       | 1844         |      |
| Altenberg                         | Hagen                     | Arnsberg   | Zink; zu Plettenberger Zinkgewerkschaft |      | 1872-03-04       |              |      |
| Am Knurren                        | Wildewiese                | Arnsberg   | Eisen; Erzdistrikt Bracht-Wildewiese |      | 1792 (um)        |              |      |
| Antonius- und Gabe-Gottes-Stollen | Endorf                    | Arnsberg   | Eisen; Nähe Gehren, | Lage |                  |              |      |
| Aurora                            | Hagen                     | Arnsberg   | Blei |      | 1873             |              |      |
| Bergwerk                          | Bönkhausen                | Arnsberg   | Blei | Lage |                  |              |      |
| Bergwerk                          | Endorf                    | Arnsberg   | Eisen; bei Kloster Brunnen | Lage |                  |              |      |
| Carl                              | Hagen                     | Arnsberg   | Zink; zu Plettenberger Zinkgewerkschaft |      | 1871-10-20       |              |      |
| Carlsstollen                      | Allendorf                 | Arnsberg   | Eisen | Lage | 1836             | 1839 (mind.) |      |
| Carlszeche                        | Endorf                    | Arnsberg   | Eisen; südlich von Wildewiese |      |                  |              |      |
| Carolus                           | Endorf                    | Arnsberg   | Eisen; südlich von Wildewiese |      |                  |              |      |
| Christianszeche                   | Endorf                    | Arnsberg   | Eisen; am Finkenberg |      | 1780             | 1874         |      |
| Churfürst Ernst                   | Bönkhausen                | Arnsberg   | Bleiglasur-, Weiß- und Schwarzbleierz; 1 km ssw von Bönkhausen am Erbenstein; bereits im 16. Jahrhundert in voller Blüte, mind. 3 Stollen (Sebastianstollen Stollen am Junkernteich, Wildekatzer Stollen, Neuer- oder Churfürst-Ernst Stollen), Wiederaufnahmen 1654, 1827 nach längerer Betriebspause, tiefer Stollen erreicht 1834 den Erzgang bei einer Länge von 491 m, 566 m zum Ende; 1858 Tiefbau im Churfürst Ernst Stollen; bis 1892 Aufbereitung der alten Halden; siehe auch Bergbau bei Endorf | Lage | 1530             | 1878         |      |
| Dreykönig                         | Hagen                     | Arnsberg   | Brauneisenstein |      | 1824             |              |      |
| Dückenberg                        | Bönkhausen                | Arnsberg   | Blei, anderer Name für Düthenberg, Galmeibezirk Brilon |      |                  |              |      |
| Düthenberg                        | Bönkhausen                | Arnsberg   | Grubenrevier Bönkhausen |      |                  |              |      |
| Eberhardt                         | Wildewiese                | Arnsberg   | Eisenstein |      | 1824             |              |      |
| Eckenberg                         | Allendorf                 | Arnsberg   | Zink; zu Plettenberger Zinkgewerkschaft |      | 1872-07-02       |              |      |
| Eckenberg I                       | Allendorf                 | Arnsberg   | Zink; zu Plettenberger Zinkgewerkschaft |      | 1872-07-02       |              |      |
| Eckenberg II                      | Allendorf                 | Arnsberg   | Zink; zu Plettenberger Zinkgewerkschaft |      |                  |              |      |
| Edler Stein                       | Bönkhausen                | Arnsberg   | Grubenfeld |      |                  |              |      |
| Eisenbuche                        | Wildewiese / Hagen        | Arnsberg   | Mutung |      | 1765/91          |              |      |
| Engelbertstollen                  | Allendorf                 | Arnsberg   | Eisen; 1900 nahe dem Felberhof in Hüttebrüchen; 34 m unter dem Niveau des Paulstollen |      | 1900             |              |      |
| Erbenstein                        | Stockum                   | Arnsberg   | Eisenstein |      | 1824             |              |      |
| Ernst                             | Endorf                    | Arnsberg   | Blei, Galmeibezirk Brilon |      |                  |              |      |
| Felix                             | Hagen                     | Arnsberg   | Eisen (kalkhaltig); am Höhesiepen bei Wildewiese |      | 1844             |              |      |
| Franz Wilhelm                     | Stockum                   | Arnsberg   | Kupfer, Schwefel |      | 1873             |              |      |
| Franz-Ida                         | Allendorf                 | Arnsberg   | Schwerspat; Blei; Kupfer |      | 1873-10-22       | 1937         |      |
| Franziska I                       | Allendorf                 | Arnsberg   | Zink; zu Plettenberger Zinkgewerkschaft |      | 1871-08-02       |              |      |
| Franzosenstollen                  | Allendorf                 | Arnsberg   | Versuchsstollen im Bereich Manzeler Heide – Wasserhohlschlade |      | 19. Jh. (Anfang) |              |      |
| Gehren                            | Endorf                    | Arnsberg   | Eisen; |      | 1855 (vor)       |              |      |
| Gertrude                          | Wildewiese                | Arnsberg   | Eisen; südlich von Wildewiese |      |                  |              |      |
| Glück Auf                         | Hagen                     | Arnsberg   | Spatheisenstein; Abbau 1828–1831, 1845–1847 |      | 1828             | 1848         |      |
| Gottesgabe II                     | Hövel                     | Arnsberg   | Kupfer, Eisen |      |                  |              |      |
| Greften                           | Endorf / Langenholthausen | Arnsberg   | Eisen; auch Grechten, Gräften bzw. Grefften genannt; am Rinnseifen |      | 1789             | 1854 (mind.) |      |
| Hector                            | Endorf                    | Arnsberg   | Eisen (kalkhaltig); Erzdistrikt Bracht-Wildewiese |      | 1852             | 1889 (mind.) |      |
| Heinrich                          | Hagen                     | Arnsberg   | Blei, Schwefelkies |      | 1873             |              |      |
| Heinrich                          | Hagen                     | Arnsberg   | Zink; zu Plettenberger Zinkgewerkschaft |      | 1872-08-05       |              |      |
| Hengeschacht                      | Bönkhausen                | Arnsberg   | Blei; Schacht im Bereich der Grube Churfürst Ernst |      | 16. Jh.          |              |      |
| Hermannszeche                     | Allendorf                 | Arnsberg   | Eisen; im Wald sw von Hüttebrüchen, ca. 3,5 km ssw von Allendorf |      | 1688, 1790, 1851 | 1936         |      |
| Hinterer Laffertsschacht          | Bönkhausen                | Arnsberg   | Blei; Schacht im Bereich der Grube Churfürst Ernst |      | 16. Jh.          |              |      |
| Hoffnung                          | Meinkenbracht             | Arnsberg   | Eisen |      | 1850             |              |      |
| Höhsiepen                         | Wildewiese                | Arnsberg   | Eisen |      | 1834 (vor)       |              |      |
| Im Knäppgen                       | Wildewiese                | Arnsberg   | Eisen; Erzdistrikt Bracht-Wildewiese |      | 1792 (um)        |              |      |
| Josefstollen                      | Stockum                   | Arnsberg   | [ 4 ] | Lage |                  |              |      |
| Julian                            | Meinkenbracht             | Arnsberg   | Eisen |      | 1850             |              |      |
| Juliane                           | Hagen                     | Arnsberg   | Kalkeisenstein; am Schwarzenberg | Lage | 1827             | 1849         |      |
| Justenberg                        | Hagen                     | Arnsberg   | Kupfererz; auch Bergmannsfreude genanntBlei | Lage | 1664             | 1868         |      |
| Kleine Gräften                    | Hagen                     | Arnsberg   | Eisen;westl. von Wildewiese zwischen Justenberg und Rühtersberg |      | 1761             |              |      |
| Kolk                              | Wildewiese                | Arnsberg   | Eisen; auf dem Röhrsiepen westl. von Wildewiese; am 22. Januar 1790 Verleihung an die Langenholthausener Gewerkschaft unter anderem Namen; 1852-03-27 neu verliehen |      | 1669, 1821       | 1854         |      |
| Krähenberg                        | Bönkhausen                | Arnsberg   | Grubenfeld, Stemmeckestollen(Versuchsstollen) und Krähenberger Stollen |      |                  |              |      |
| Krengelsszeche                    | Brenschede                | Arnsberg   | Eisen; Oberer Stollen; Tiefer Stollen (12 m tiefer, mind. 30 m lang); 1864 Abbaustop; 1899 10 m tiefer Versuchsschacht |      | 1845 (vor)       | 1899         |      |
| Krone                             | Hagen                     | Arnsberg   | Eisen; Geviertfeld westl. von Wildewiese; identisch mit Kolk; überdeckte auch Quickmerschlade |      | 1852-03-27       | 1859         |      |
| Küngelscheidt                     | Endorf                    | Arnsberg   | Spateisen; auch Klingelscheid; alte Baue, 272 m langer Suchtollen; keine Förderung; bei Endorferhütte |      |                  |              |      |
| Laffertschacht                    | Bönkhausen                | Arnsberg   | Blei; Schacht im Bereich der Grube Churfürst Ernst |      | 16. Jh.          |              |      |
| Liborius                          | Hagen                     | Arnsberg   | Braun- und Thoneisenstein; |      | 1853             |              |      |
| Lied                              | Meinkenbracht             | Arnsberg   | Eisen; Erzdistrikt Bracht-Wildewiese |      |                  |              |      |
| Louise                            | Allendorf                 | Arnsberg   | Zink; zu Plettenberger Zinkgewerkschaft |      | 1868-02-25       |              |      |
| Louise I                          | Wildewiese                | Arnsberg   | Zink; zu Plettenberger Zinkgewerkschaft |      | 1869-01-24       |              |      |
| Löwenstein                        | Hagen                     | Arnsberg   | Eisen |      | 1827             |              |      |
| Maria Anna                        | Endorf                    | Arnsberg   | Kupfer; zwischen Hagen u. Stockum |      | 1873             |              |      |
| Maria                             | Endorf                    | Arnsberg   | Braun- und Toneisenstein;am Alsenberg |      | 1853             |              |      |
| Marie                             | Meinkenbracht             | Arnsberg   | Eisen |      | 1850             |              |      |
| Michaelszeche                     | Wildewiese                | Arnsberg   | Eisen; am Leierweg; am Schlubberbruch; 2 Stollen in 40 und 80 m Teufe |      | 1798             | 1822         |      |
| Neue Weikmecke                    | Wildewiese                | Arnsberg   | Eisen; nur Mutung, keine Verleihung |      | 1849             |              |      |
| Ochsenstollen                     | Allendorf                 | Arnsberg   | Eisen; Stollen von 400 m Länge; zu Adolfszeche |      | 1827             | 1837 (mind.) |      |
| Ohle                              | Hagen                     | Arnsberg   | Zink; zu Plettenberger Zinkgewerkschaft |      | 1872-08-05       |              |      |
| Ottilie                           | Bönkhausen                | Arnsberg   | Grubenfeld |      |                  |              |      |
| Pankopf                           | Endorf                    | Arnsberg   | Eisen; auch Pannkopp genannt |      | 1834 (vor)       |              |      |
| Paulstollen                       | Allendorf                 | Arnsberg   | Eisen; tiefer als Carlstollen; 1.170 m lang mit 17 Querschlägen; 57 m Teufe;zu Hermanszeche |      | 1825             | 1925 (mind.) |      |
| Pingen an der Wimmerschlade       | Seidfeld                  | Arnsberg   | Eisen; 20 m tiefer Schurfschacht; Pingen |      | 1818             | 1861         |      |
| Quickmerschlade                   | Hagen                     | Arnsberg   | Eisen; im Tal der Krähe am Fuß des Krusenberg; Oberer und Tiefer Stollen |      | 1787-06-28       | 1854(mind.)  |      |
| Rothloh                           | Endorf                    | Arnsberg   | Eisen, 7 Stollen (u. a. Antonius-, Gabegottes- und Raphaelstollen (108 m Teufe), Tiefe Elisabeth (1808) mit 128 m Teufe) | Lage | 1621             | 1905         |      |
| Rosengarten                       | Kloster Brenschede        | Arnsberg   | Eisen; bei Endorferhütte; Gang bis 4 m mächtig; Teufe 48 m (1850), Wasserlösung ab 1850 durch 260 m langen Stollen, beginnend beim Rottensiepen, 1865 vorerst Betriebsende, auf Länge von 270 m befahrbar |      | 1794 (mind.)     | 1906         |      |
| Rudolfszeche                      | Allendorf                 | Arnsberg   | Eisen; Erzdistrikt Bracht-Wildewiese |      | 1850 (vor)       |              |      |
| Rugenberg                         | Enkhausen                 | Arnsberg   | Eisen |      | 1790             |              |      |
| Stemmecke                         | Endorf                    | Arnsberg   | Blei; bei Bönkhausen; auch Steinmücke genannt |      |                  |              |      |
| Stephanie                         | Allendorf                 | Arnsberg   | Zink; zu Plettenberger Zinkgewerkschaft |      | 1872-08-02       |              |      |
| Stahlberg                         | Hagen                     | Arnsberg   | Eisen; westl. von Wildewiese; ehemals Heimicke genannt; |      | 1824             | 1827         |      |
| Steinknapp                        | Meinkenbracht             | Arnsberg   | Eisen; Erzdistrikt Bracht-Wildewiese |      | 1878 (vor)       |              |      |
| Stollen am Krähenberg             | Meinkenbracht             | Arnsberg   | Versuchsstollen um Bleierz zu finden; Eisen |      |                  |              |      |
| Unedler Schacht                   | Bönkhausen                | Arnsberg   | Blei; Schacht im Bereich der Grube Churfürst Ernst |      | 16. Jh.          |              |      |
| Viktor                            | Hagen                     | Arnsberg   | Eisen |      | 1827             | 1828         |      |
| Waldeshöh I u. II                 | Endorf                    | Arnsberg   | Manganerz, Eisenstein; zwischen Hagen u. Stockum |      | 1872             |              |      |
| Wilde Katz                        | Bönkhausen                | Arnsberg   | Eisen; Stollen am Erbenstein (ca. 200 m lang) |      | 1655 (vor)       |              |      |
| Wildewiese                        | Wildewiese                | Arnsberg   | Eisen; Eisenerzdistrikt im Umfeld von Sundern-Wildewiese; Louis-, Raphael- und Franz-Friedrich-Stollen |      |                  |              |      |
| Windischgrätz                     | Endorf                    | Arnsberg   | Roteisenstein; 1849/50 neu verliehen (zusammen mit Districtsfeld Wildewiese); 1903 Grillostollen (66 m lang); in der Schottschlade auf der südwestlichen Seite des Alsenberg |      | 1824             | 1906         |      |
| Weckmecke                         | Wildewiese                | Arnsberg   | Eisen; bei Wildewiese; auch Wettmecke oder Wedmecke genannt; Betriebszeiten: 1824–1846, 1852; Tiefer Stollen |      | 1824             | 1852         |      |
| Ysenwerk                          | Endorf                    | Arnsberg   | |      | 1314             |              |      |

### Winterberg
| Name                      | Ortsteil        | Bergrevier | Anmerkungen                                                  | Lage | Beginn    | Ende | Bild |
| Bergwerk                  | Winterberg      | Brilon     | Silber                                                       | Lage |           |      |      |
| Friedrich-Spiegel-Stollen | Niedersfeld     | Brilon     | [ 2 ]                                                        |      | 1810      |      |      |
| Himmelskrone              | Silbach         | Brilon     | Bleiglanz; am Hilleberg                                      |      | 1670/83   |      |      |
| Schacht                   | Siedlingshausen | Brilon     | identisch mit Klusenkeller                                   |      | 1543/55 ? |      |      |
| Stollen                   | Niedersfeld     | Brilon     | verfallener Stollen                                          |      | 1791      |      |      |
| Zwölf Apostel             | Silbach         | Brilon     | Blei, Silber, Fahlerz, später auch Schwerspat; am Silberberg | Lage | 1574/79   |      |      |